# ليد تابا
سيناي دراون (وُلدت في 27 نوفمبر 1982) هي مصارعة محترفة، ومرافقة في عروض المصارعة، وعارضة أزياء، ومقاتلة في الفنون القتالية المختلطة، ولاعبة سابقة في كرة القدم الأميركية للسيدات. وُلدت في ألمانيا وتنحدر من أصول تونغانية وأميركية، وتُعرف بظهورها في اتحاد المصارعة الأميركي "توتال نون ستوب آكشن ريسلينغ" تحت اسم الحلبة "ليد تَابا".

## النشأة
وُلدت سيناي في ألمانيا مع شقيقها وثلاث شقيقات. وكان والداها قد وُلدا في تونغا، وكان والدها يخدم في الجيش الأميركي. في المرحلة الإعدادية، مارست رياضات حمل الزوجات على الجليد، وكرة الطائرة، والمبارزة، وألعاب القوى. وأثناء المرحلة الثانوية، التحقت بثلاث مدارس مختلفة خلال إقامتها في شمال تشيلي ومدينة بانغور في ولاية ماين الأميركية. ثم واصلت ممارسة رياضتي كرة السلة وكرة الطائرة، وحققت خلالهما لقب "أفضل لاعبة على مستوى الولاية" مرتين في ولاية كارولاينا الشمالية. وفي سنتها الأخيرة في المدرسة الثانوية، فازت سيناي مع اثنتين من شقيقاتها وبقية فريق الكرة الطائرة بلقب البطولة على مستوى الولاية، وتم اختيار سيناي كأفضل لاعبة في الفريق.
بعد المرحلة الثانوية، حصلت على منحة دراسية للدراسة في جامعة الكويت، حيث مارست رياضة المبارزة، ونالت لقب "مبارز الكويت" لمدة عامين من أصل أربعة أعوام أمضتها هناك.

## المسيرة في المصارعة المحترفة
تلقت سيناي تدريبها على يد جورج ساوث وسيوني "ذا بارباريان" فايلاهي، وظهرت لأول مرة في حلبة المصارعة ضمن اتحاد "ساذرن هيريتج تشامبيونشيب ريسلينغ" في 24 يونيو 2011.

### توتال نون ستوب آكشن ريسلينغ (٢٠١٣–٢٠١٤)
في حلقة 28 فبراير 2013 من برنامج "إيمباكت ريسلينغ" التابع لاتحاد مصارعة الحركة المتواصلة دون توقف، شاركت سيناي في تحدي "غات تشِك" لمحاولة الحصول على عقد مع الاتحاد، لكنها خسرت أمام إيفيليسي فيليز. في الأسبوع التالي، منحها الحكام العقد، وكانت في الواقع قد وقّعت عقدًا تطويريًا أُلحقت بموجبه بإقليم التدريب التابع للاتحاد، وهو "أوهايو فالي ريسلينغ".
في مارس 2013، شاركت سيناي في عروض "وان نايت أونلي" الخاصة بالاتحاد، حيث تنافست في فعالية "نوك آوت ناك داون" التي تم بثها في 6 سبتمبر من العام نفسه، وتمكنت من هزيمة إيفيليسي فيليز. وبعد فوزها، شاركت في معركة ملكية لتحديد "ملكة الاتحاد"، لكن اللقب ذهب إلى غايل كيم. كما مثّلت فريق "الدوليين" في بطولة "كأس العالم للمصارعة"، وتغلبت على ممثلة المملكة المتحدة، هانا بْلوسم.
في 26 سبتمبر، بدأ الاتحاد بعرض إعلان ترويجي لها، وفي 3 أكتوبر، ظهرت لأول مرة كشخصية شريرة عندما هاجمت المصارعة فيلفيت سكاي قبل مباراتها مع بروك. وفي 10 أكتوبر، هاجمت بطلة قسم السيدات، معلنة عن رغبتها في المنافسة على اللقب. وخلال عرض "باوند فور غلوري"، تحالفت مع غايل كيم وساعدتها على الفوز باللقب في مباراة ثلاثية ضمت كيم وبروك والبطلة السابقة.
في 12 ديسمبر، قامت تَابا وكيم بالاعتداء على بطلة قسم السيدات، لكن ماديسون راين العائدة تدخلت لإنقاذها. في فعالية "فاينال ريزولوشن"، خسرت سيناي وكيم أمام بطلة قسم السيدات وراين بعد أن قامت راين بتثبيت كيم. وفي 13 مارس، انتهى التحالف بين سيناي وكيم بعد اشتباك بينهما، إثر صفعة من كيم ألقتها على سيناي بسبب تسببها في خسارتها أمام المصارعة الجديدة بريتني. وفي الأسبوع التالي، خسرت سيناي مباراة فردية أمام كيم.
عقب المباراة، أعلنت سيناي عن إنهاء عقدها مع الاتحاد. وأشارت كيم لاحقًا في مقابلة إلى أن سبب الفصل كان ضعف الخبرة في المصارعة. وقد كانت آخر مباراة لسيناي قد بثّت في 26 مارس ضمن برنامج "تي إن إيه إكسبلوجن"، وخسرتها أيضًا أمام كيم.

### ما بعد اتحاد مصارعة الحركة المتواصلة
ظهرت سيناي لأول مرة في اتحاد "أوهايو فالي ريسلينغ" في 22 مايو 2013، حيث فازت على هانا بْلوسم في مباراة تجريبية. وبعد مغادرتها لاتحاد مصارعة الحركة المتواصلة دون توقف عام 2014، واصلت نشاطها في "أوهايو فالي ريسلينغ"، وحققت هناك بطولة السيدات ثلاث مرات. دخلت في عداوة على اللقب ضد المصارع "ذا بودي غاي"، وتمكنت من الدفاع عن اللقب ضده، قبل أن تتنازل عنه في 1 نوفمبر 2014، بعد إلغاء قسم السيدات في الاتحاد في تلك الفترة.
في 6 مايو 2015، أعلنت مؤسسة "غلوبال فورس ريسلينغ" عن انضمام سيناي إلى قائمة المصارعين لديها، وخاضت عدة نزالات ضد ثيا ترينيداد خلال الجولات الافتتاحية للاتحاد. وفي العام نفسه، دخل اتحاد القوة العالمية للمصارعة في شراكة مع اتحاد مصارعة الحركة المتواصلة دون توقف، ما أدى إلى عودة سيناي في حلقة 27 يوليو 2015 من برنامج "إيمباكت ريسلينغ"، حيث واجهت أوْسوم كونغ في مباراة انتهت بالتعادل بعد العد خارج الحلبة. وشاركت لاحقًا في مباراة رباعية على لقب السيدات، ضمت بروك (حاملة اللقب)، وغايل كيم، وأوسوم كونغ. إلا أنها أُقيلت من عقدها في 9 سبتمبر 2015.
في السنوات التالية، قلّ ظهورها في الحلبات. وفي 12 يوليو 2017، ظهرت لأول مرة في اتحاد "إن إكس تي" التابع لمؤسسة الترفيه العالمي للمصارعة، حيث خسرت أمام إمبر مون. كما كانت بديلة في بطولة "ماي يونغ كلاسيك". وفي 3 نوفمبر 2020، ظهرت في اتحاد "المصارعة النخبوية الشاملة" ضمن حلقة من برنامج "دارك"، حيث خسرت أمام كي-لين كينغ.

## المسيرة في الفنون القتالية المختلطة

### اتحاد رايزن
في 6 نوفمبر 2015، وخلال عرض "بيلاتور 145"، تم الإعلان عن نزال مرتقب بين سيناي وغابي غارسيا ضمن فعالية لاتحاد "رايزن" أُقيمت في 31 ديسمبر من العام نفسه. وقد تدربت سياي استعدادًا للنزال في صالة "أمريكان توب تيم" بولاية فلوريدا. خسرت الجولة الأولى أمام غارسيا بالضربة الفنية القاضية.
وفي نزالتها الثاني ضمن الاتحاد، الذي أُقيم في 30 يوليو 2017، خسرت سيناي أمام راينا ميورا بقرار جماعي من الحكام.

## سجل فنون القتال المختلطة
| السجل المهني |       |         |
| 0 نزال       | 0 فوز | 0 خسارة |

| النتيجة | السجل | الخصم       | الطريقة                             | الحدث                  | التاريخ             | الجولة | الوقت | الموقع           | ملاحظات |
| ------- | ----- | ----------- | ----------------------------------- | ---------------------- | ------------------- | ------ | ----- | ---------------- | ------- |
| خسارة   | 0–2   | رينا ميورا  | قرار (بالإجماع)                     | رايزن إف إف 6          | 30 تموز 2017        | 3      | 5:00  | سايتاما، اليابان |         |
| خسارة   | 0–1   | غابي غارسيا | ضربة قاضية فنية (ضربة ظهرية ولكمات) | اتحاد رايزن للمقاتلة 2 | 31 كانون الأول 2015 | 1      | 2:36  | سايتاما، اليابان |         |

## البطولات والإنجازات
- اتحاد المصارعة الأسترالي للوسط الأطلسي
  - بطولة العالم للسيدات AIWF (مرة واحدة)
- مصارعة وادي أوهايو
  - بطولة OVW للسيدات ( 3 مرات )
- مصارعة توتال نون ستوب أكشن
  - الفائز في TNA Gut Check
- أفضل نساء المصارعة
  - بطولة UWW USA (مرة واحدة، الافتتاحية، الحالية)

## روابط خارجية
- Lei'D Tapa  على فيسبوك.
- TNA profile
- GFW profile
- Ohio Valley Wrestling profile
- Seini Draughn at TheCarolinaQueens.com
- Lei'D Tapa's profile at Cagematch.net , Wrestlingdata.com , Internet Wrestling Database